# Guarded
«Guarded» es una canción de la banda estadounidense de heavy metal Disturbed. Fue lanzado el 28 de junio de 2005 como el primer sencillo de su tercer álbum de estudio Ten Thousand Fists (2005). Este fue el primer sencillo en el que participó su nuevo bajista John Moyer. 
La canción aparece en la banda sonora de la película Saw III y en la banda sonora del videojuego MX vs. ATV Untamed.

## Temas líricos
Según el vocalista David Draiman, "Guarded" trata sobre cómo su estilo de vida lo obliga a protegerse. Dijo: "Es una canción que refleja lo que la elección de esta vida obliga a ciertas personas a hacer de cierta manera: tienes que mantenerte en guardia en un cierto nivel".

## Posicionamiento
| Año  | Lista                  | Posición |
| ---- | ---------------------- | -------- |
| 2005 | Mainstream Rock Tracks | 7        |
| 2005 | Modern Rock Tracks     | 28       |